# Виноградов Олександр Федотович
Олександр Федотович Виноградов (26.12.1923 — 12.10.1944) — розвідник взводу пішої розвідки 289-го гвардійського стрілецького полку, гвардії старшина — на момент подання до нагородження орденом Слави 1-го ступеня.

## Біографія
Народився 26 грудня 1923 року в селі Удмуртське Гондирево Алнаського району Удмуртії. Удмурт за національністю. Закінчив 7 класів. Працював ковалем у колгоспі.
У квітні 1942 року призваний до Червоної армії Алнаським райвійськкоматом. У кулеметній школі пройшов військову підготовку, отримав спеціальність кулеметника. У листопаді 1942 року направлений в 97-му гвардійську стрілецьку дивізію, що займала оборону на південному фасі Курської дуги в районі міста Обоянь. Весь бойовий шлях пройшов у складі 289-го гвардійського стрілецького полку спочатку кулеметником, потім розвідником. Воював на Південно-Західному, 1-му і 2-му Українських фронтах.
У літніх боях 1943 року молодий солдат зарекомендував. Коли дивізія вступила на Правобережну Україну, він вже був досвідченим командиром кулеметного розрахунку.
Під час наступу на місто Кіровоград кулеметник Виноградов знищив близько ста ворогів. Під селом Червоний Кут при відбитті контратаки противника влучним кулеметним вогнем відсік ворожих автоматників від танків і змусив їх залягти. Танки, що вирвались уперед, були знищені артилеристами. Слідом були відбиті ще 3 атаки. 5 січня 1944 року кулеметним вогнем придушив 2 вогневі точки противника. 6 січня убив близько 10 ворожих солдатів.
Наказом командира 97-гої гвардійської стрілецької дивізії від 19 січня 1944 року гвардії єфрейтор Виноградов Олександр Федотович нагороджений орденом Слави 3-го ступеня
Через кілька днів після вручення нагороди, коли виникла гостра необхідність захопити полоненого, Виноградов зголосився піти в розвідку. У ніч на 1 лютого захопив у полон ворожого снайпера. На другий день, за наказом командира полку підполковник Науменко був переведений в полкову розвідку. Ставши штатним розвідником, за короткий час Виноградов привів дев'ять полонених.
Наказом від 7 березня 1944 року гвардії сержант Виноградов Олександр Федотович нагороджений орденом Слави 2-го ступеня
13 квітня 1944 року дивізія досягла річки Дністер. Наприкінці квітня Виноградов прийнятий до лав ВКП і знову відзначився в бою на Дністровському плацдармі.
У ніч на 5 травня 1944 року гвардії старший сержант Виноградов очолив групу розвідників із 3-х чоловік. Увірвавшись в траншею противника в районі села Пугачени, розвідники захопили в полон унтер-офіцера і доставили його в штаб полку. У цьому бою Виноградов знищив близько 10 супротивників. На допиті полонений дав докладні відомості про оборону, які були враховані при організації наступу дивізії. 22 травня командиром полку був представлений до нагородження орденом Слави 1-го ступеня.
17 травня гвардії старшина Виноградов призначений на офіцерську посаду — командиром взводу розвідки. Наприкінці червня 1944 року 5-та гвардійська армія була передана до складу 1-го Українського фронту. Після передислокації та відпочинку на початку серпня переправилася на Сандомирський плацдарм на лівому березі річки Вісла, і включилася в запеклі бої на плацдармі.
Указом Президії Верховної ради СРСР від 13 вересня 1944 року за зразкове виконання завдань командування в боях із німецько-ворожими загарбниками гвардії старший сержант Виноградов Олександр Федотович нагороджений орденом Слави 1-го ступеня. Став повним кавалером ордена Слави.
На початку жовтня йому було присвоєно перше офіцерське звання — молодший лейтенант. У газеті «Красная Звезда» був надрукований нарис про розвідника. 12 жовтня 1944 року в бою під час чергового розвідрейду гвардії молодший лейтенант Виноградов загинув.
Похований у населеному пункті Коритниця Радомського воєводства.
Нагороджений орденами Слави 3-х ступенів.
У селі Удмуртське Гондирево, де жив Олександр Виноградов, є вулиця, названа його ім'ям. Також його ім'я носить місцева загальноосвітня школа, створено музей бойової слави.